# Hakuninmaa
Hakuninmaa (en suédois : Håkansåker) est une section du quartier de Kaarela à Helsinki en Finlande.

## Description
Hakuninmaa a une superficie de 2,62 km2, sa population s'élève à 2 793 habitants(1.1.2009) et il offre 856 emplois (31.12.2005).
À l'est et au nord de Hakuninmaa se trouve le parc central d'Helsinki, au sud Maununneva, au sud-ouest Kannelmäki et à l'ouest le fleuve Mätäjoki et derrière Malminkartano.
Hakuninmaa est constitué de la zone autour de Kalannintie, qui est à l'origine une zone de maisons pour les anciens combattants construites dans les années 1950, et d'autre part de la zone de Perhekunnantie, où se trouvent principalement des maisons en bois à une et deux maisons. maisons mitoyennes et jumelées à étages construites dans les années 1980. 
Du côté ouest de l'Hämeenlinnanväylä, Hakuninmaa comprend la zone de Runonlaujaantie et les zones de Sorolantie et Laitilantie, séparées du reste de Hakuninmaa. 
Un quartier de plusieurs milliers d'habitants est actuellement en construction dans la section de Kuninkaantammi.

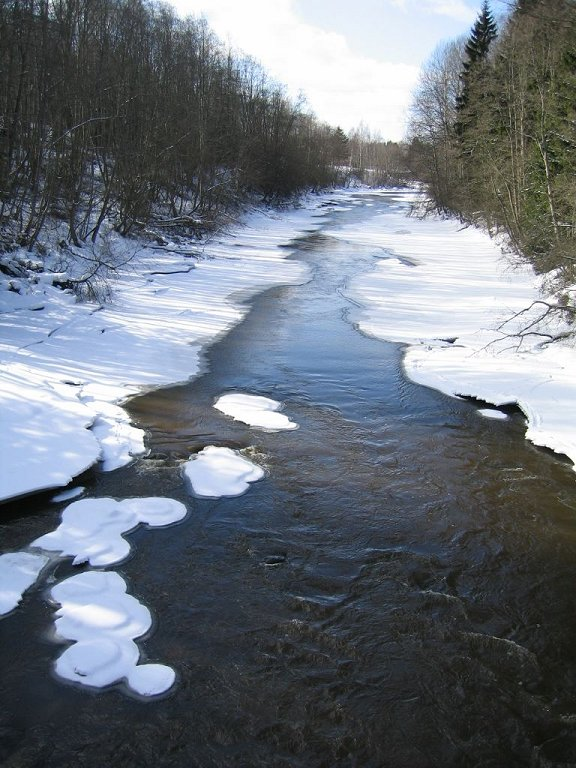
Le rapide de Pitkäkoski sur la rivière Vantaanjoki.

## Galerie

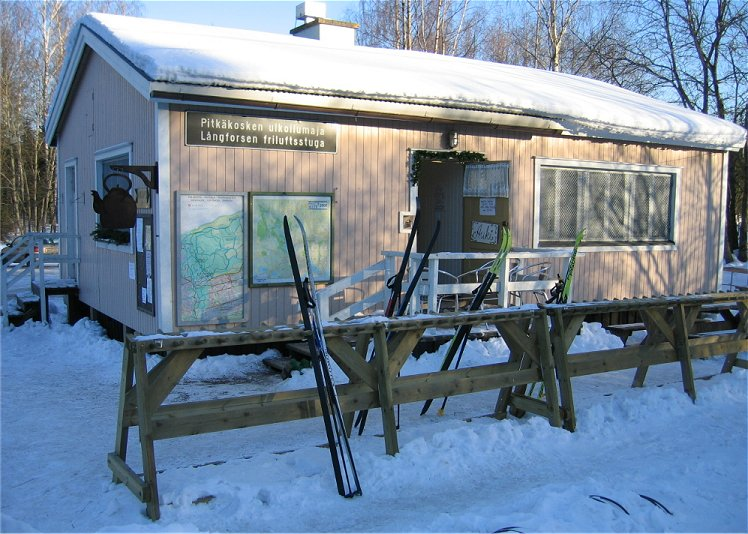
Chalet avec café à Pitkäkoski, Hakuninmaa.
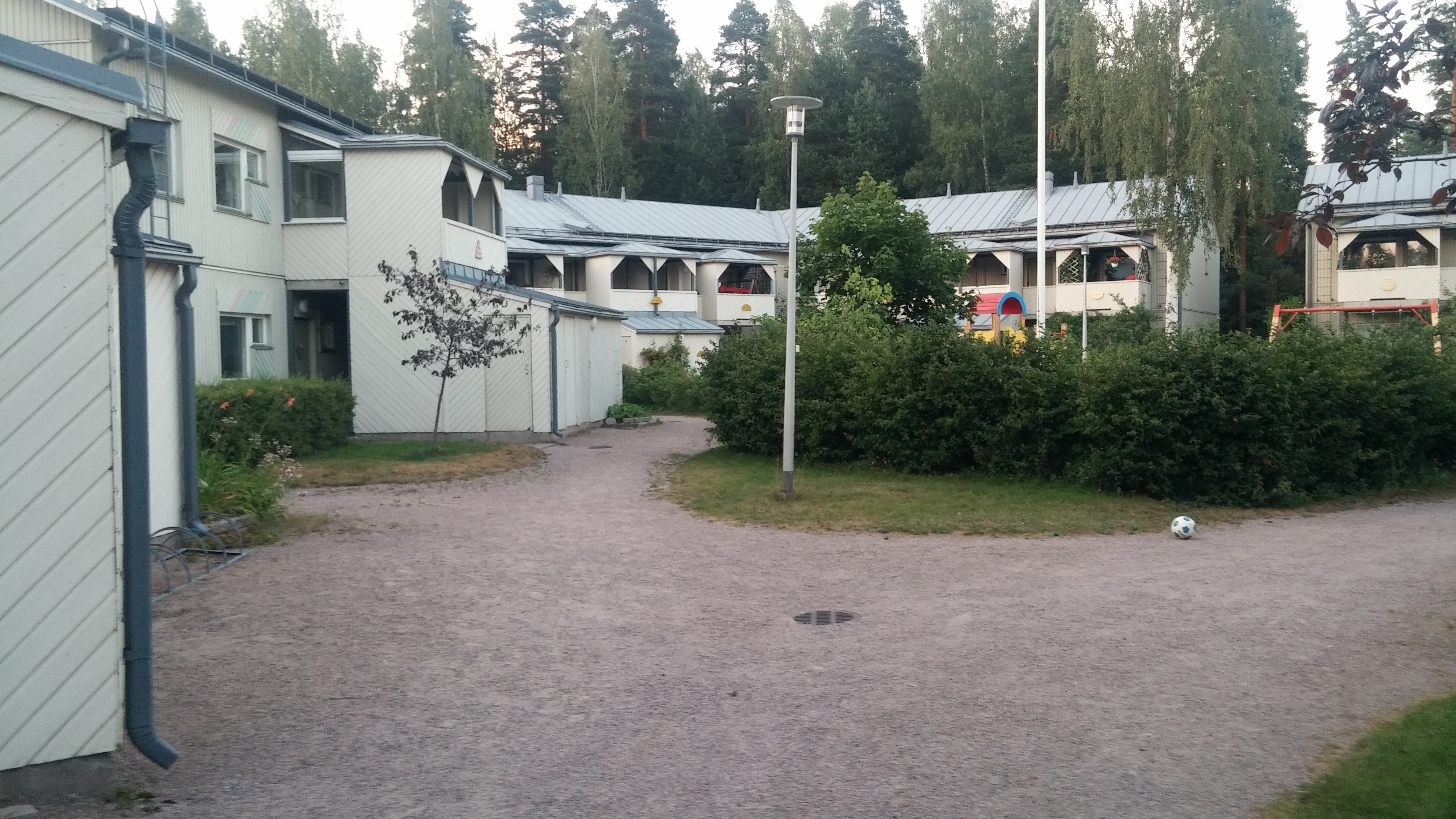
Rue Serkustentie.
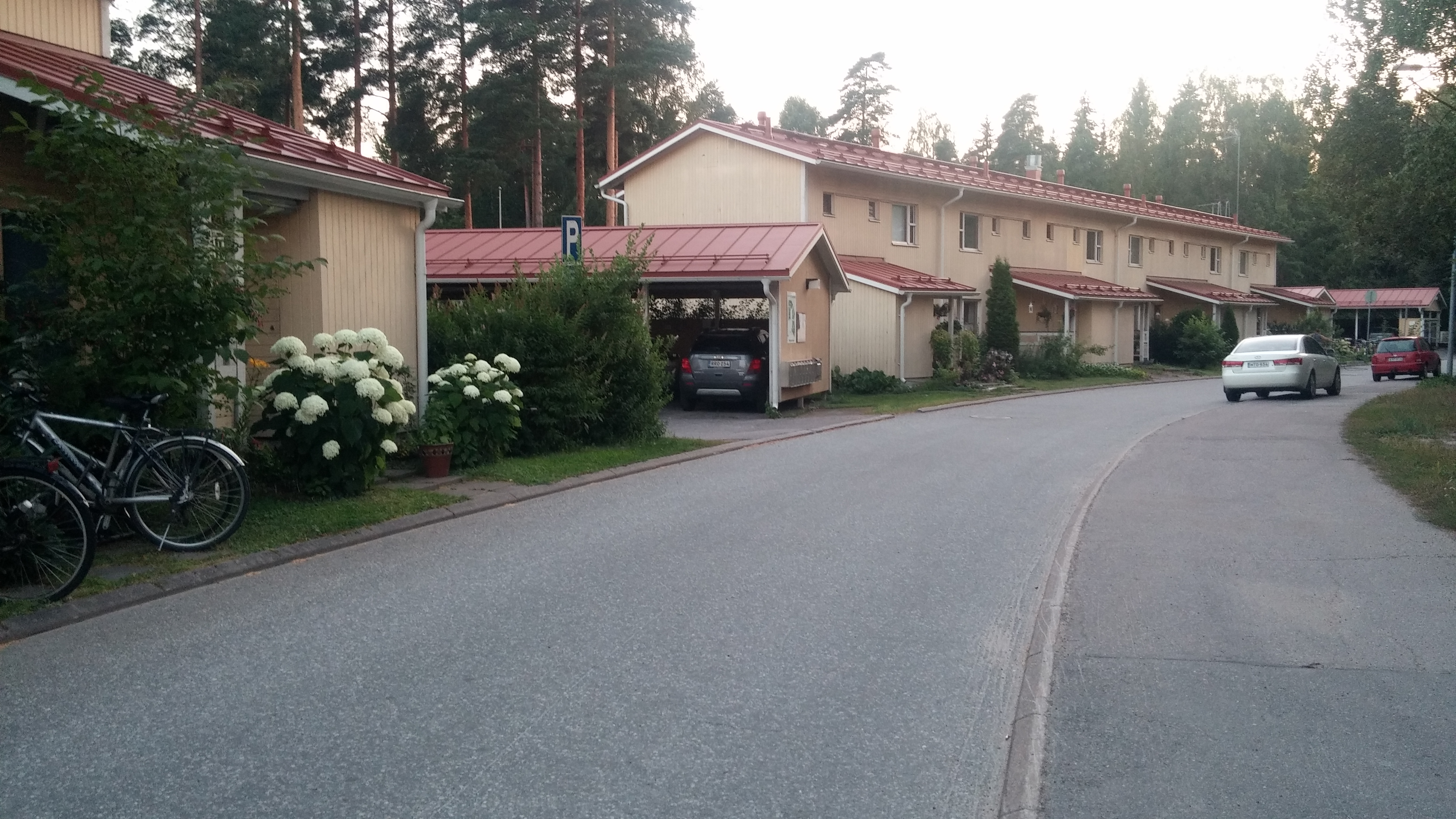
Kuopuksentie.
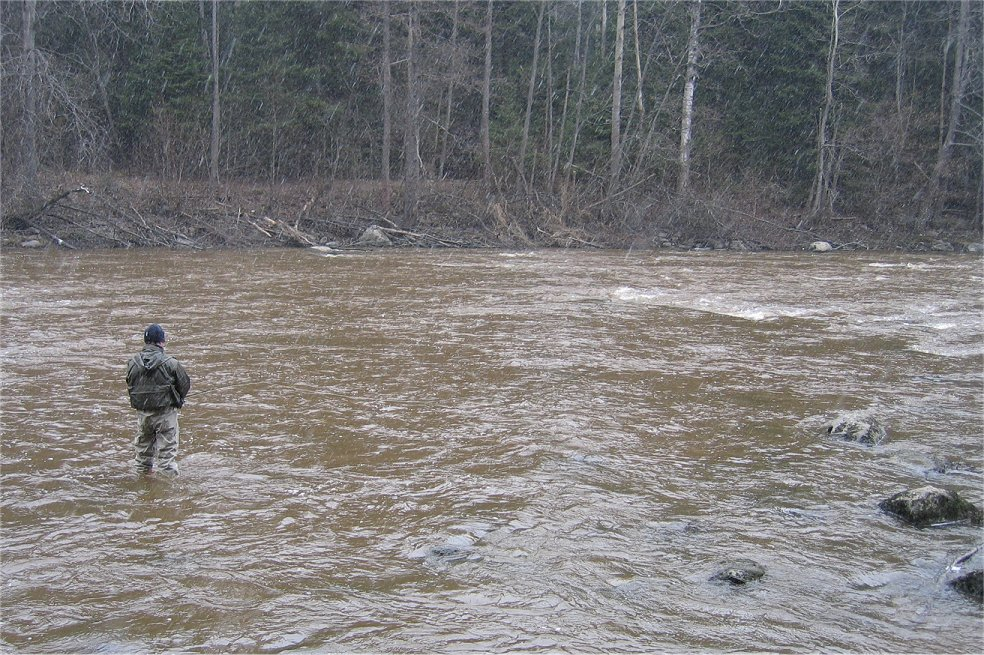
Pêcheur dans le rapide de Pitkäkoski de la rivière de Vantaanjoki qui sépare Vantaa et Helsinki.